# Le Mesnil-Tôve
Le Mesnil-Tôve és un municipi francès situat al departament de la Manche i a la regió de Normandia. L'any 2007 tenia 227 habitants.

## Demografia

### Població
El 2007 la població de fet de Le Mesnil-Tôve era de 227 persones. Hi havia 96 famílies de les quals 24 eren unipersonals (8 homes vivint sols i 16 dones vivint soles), 32 parelles sense fills, 32 parelles amb fills i 8 famílies monoparentals amb fills.
La població ha evolucionat segons el següent gràfic:
Habitants censats

### Habitatges
El 2007 hi havia 126 habitatges, 93 eren l'habitatge principal de la família, 19 eren segones residències i 14 estaven desocupats. Tots els 126 habitatges eren cases. Dels 93 habitatges principals, 74 estaven ocupats pels seus propietaris i 19 estaven llogats i ocupats pels llogaters; 6 tenien dues cambres, 19 en tenien tres, 26 en tenien quatre i 42 en tenien cinc o més. 83 habitatges disposaven pel capbaix d'una plaça de pàrquing. A 40 habitatges hi havia un automòbil i a 44 n'hi havia dos o més.

### Piràmide de població
La piràmide de població per edats i sexe el 2009 era:
| Homes | Edats   | Dones |
| ----- | ------- | ----- |
| 0     | 95 o +  | 0     |
| 0     | 90 a 94 | 0     |
| 8     | 85 a 89 | 4     |
| 0     | 80 a 84 | 12    |
| 4     | 75 a 79 | 8     |
| 4     | 70 a 74 | 0     |
| 4     | 65 a 69 | 8     |
| 4     | 60 a 64 | 4     |
| 8     | 55 a 59 | 4     |
| 8     | 50 a 54 | 16    |
| 0     | 45 a 49 | 4     |
| 8     | 40 a 44 | 4     |
| 12    | 35 a 39 | 8     |
| 0     | 30 a 34 | 4     |
| 12    | 25 a 29 | 4     |
| 4     | 20 a 24 | 4     |
| 0     | 15 a 19 | 4     |
| 12    | 10 a 14 | 8     |
| 8     | 5 a 9   | 4     |
| 8     | 0 a 4   | 8     |

## Economia
El 2007 la població en edat de treballar era de 127 persones, 92 eren actives i 35 eren inactives. De les 92 persones actives 83 estaven ocupades (46 homes i 37 dones) i 9 estaven aturades (3 homes i 6 dones). De les 35 persones inactives 17 estaven jubilades, 10 estaven estudiant i 8 estaven classificades com a «altres inactius».

### Ingressos
El 2009 a Le Mesnil-Tôve hi havia 93 unitats fiscals que integraven 226 persones, la mediana anual d'ingressos fiscals per persona era de 13.681 €.

### Activitats econòmiques
Dels 5 establiments que hi havia el 2007, 1 era d'una empresa alimentària, 1 d'una empresa de comerç i reparació d'automòbils i 3 d'empreses de serveis.
L'any 2000 a Le Mesnil-Tôve hi havia 48 explotacions agrícoles que ocupaven un total de 820 hectàrees.

## Poblacions més properes
El següent diagrama mostra les poblacions més properes.